# Тони Зен
Тони Петковски (на македонска литературна норма: Тони Петковски), известен още като Тони Зен, е северномакедонски рап, хип-хоп певец и продуцент. 

## Кариера

### Началото
В края на 90-те години под влиянието на американския хип-хоп, Тони, използвайки псевдонима „Тони Монтана“ започна да влияе на рап музиката в Македония. През 2002 г. той създава групата Урбана Dimenzija. През това време Тони сменя сценичното си име от Тони Монтана на Тони Зен. Той е участвал в многобройни прояви в Македония, включително и на улицата е ритъм. 

### Соло кариера (2005–сега)
Тони Зен е соло артист от 2005 година. Той издава три студийни албума, в който показа рап и хип-хоп хитове, включително „скандал“, „Mi Casa Es Su Casa“, и „в Моя стил“. През 2010 г. Тони Зен беше подгряване за концерта на световната суперзвезда Фифти сент, проведен в Скопие. През лятото на същата година той проведе първия си концерт в Охрид античния театър. По-късно същото лято той е поканен на Филипините с други бивши Югославска известни личности, за да вдигне третия сезон на регионалното версия оцелял под името оцелял Сърбия VIP: Филипините. Той направи това в шоуто на финалите, завършвайки на второ място.

## Малките неща
- Тони е собственик на магазин, който се специализира в хип-хоп стил на облекло. Магазинът е разположен в Скопие City Mall.

## Дискография

### Албуми
- Стиховна адженда (2005)
- Слушай (2007)
- В мой Стил (2009)
- Суперзен (2011)
- МиркоСкопски организъм (2013)